# Stefan Raab
Stefan Raab (Colonia, 20 de octubre de 1966) es un presentador, productor de televisión, comediante y músico alemán. Considerado una de las figuras más importantes de la televisión en Alemania, dirige la productora Raab Entertainment y anteriormente formó parte de Brainpool.
Raab comenzó su trayectoria televisiva en el canal musical VIVA, donde se ocupó del programa Vivavision desde 1993 hasta 1998. Al mismo tiempo tuvo éxito en las listas musicales alemanas con varias canciones paródicas. En 1999 dio el salto a la televisión generalista con TV Total en ProSieben, que se mantuvo en emisión durante dieciséis años. En el mismo canal produjo también otros espacios como el concurso Schlag den Raab y el evento musical Bundesvision Song Contest.
A nivel internacional es conocido por su implicación con las selecciones de Alemania en el Festival de Eurovisión: ha participado como intérprete en la edición del 2000, fue compositor en 1998 y 2004, y se ha ocupado de varios procesos de selección, entre ellos el Unser Star für Oslo del que salió elegido Lena Meyer-Landrut, ganadora de la edición de 2010. Al año siguiente, Raab fue uno de los presentadores del Festival de Eurovisión 2011 celebrado en Düsseldorf.
En 2015, Raab anunció su retirada como presentador de televisión para centrarse en la producción. No obstante, regresó en 2024 con un programa en RTL.

## Biografía
Stefan Raab nació en Colonia y vivió allí la mayor parte de su infancia; sus padres eran carniceros. De joven cursó estudios en una escuela jesuita de Bonn, al tiempo que aprendía música de forma autodidacta. Antes de entrar en el mundo del espectáculo, cursó una formación profesional de carnicero y luego se matriculó en Derecho. En 1990 dejó la carrera para trabajar como productor musical y compositor de sintonías de televisión.
Se conocen pocos detalles sobre la vida privada de Raab, más allá de que reside en el exclusivo barrio de Hahnwald (Colonia) y ha tenido dos hijas con su esposa.

## Trayectoria profesional

### Televisión
Raab debutó como presentador en el canal musical VIVA. En 1993 contactó con ellos para ofrecerles sintonías, pero los directivos mostraron interés en su labor y le ofrecieron participar en un casting de nuevos presentadores. Durante cinco años Raab presentó dos programas, Vivavision (1993-1998) y Ma' kuck'n (1995-1996), que le convirtieron en uno de los rostros más populares de la televisión alemana.
En 1999 dio el salto a la televisión generalista con el programa TV Total en el canal ProSieben, en colaboración con la productora Brainpool de la que terminaría siendo accionista. TV Total empezó como un espacio semanal que satirizaba otros programas de televisión, de forma similar a un zapping, pero en pocos años evolucionó hacia un programa de medianoche con entrevistas, monólogos y actuaciones musicales, un concepto muy similar a Late Night with Conan O'Brien. Con el paso del tiempo incorporó nuevas secciones, tales como retos a deportistas famosos en su propia especialidad o competiciones de deportes inventados. El espacio se mantuvo dieciséis años en emisión hasta 2015.
Entre 2006 y 2015 también presentó en ProSieben el espacio Schlag den Raab (en español, «Derrota a Raab»), donde el presentador competía frente a un concursante anónimo en distintas disciplinas. El formato tuvo recorrido internacional bajo el título Beat the Star. Entre 2012 y 2013 lo compaginó con un formato de debate político, Absolute Mehrheit, e incluso fue uno de los conductores del debate entre Angela Merkel y Peer Steinbrück en las elecciones federales de 2013.
Al margen de su participación en TV Total, Raab mantuvo estrechos vínculos con la industria musical alemana en general y el Festival de Eurovisión en particular. En lo que respecta a programas relacionados con Eurovisión, Raab colaboró con la televisión pública NDR en dos preselecciones: Stefan sucht den Super-Grand-Prix-Star (2004) y Unser star für Oslo (2010). Entre 2005 y 2015 organizó también una variante de Eurovisión con los estados federados, el Bundesvision Song Contest.
En 2015, Stefan Raab anunció su retirada como presentador para centrarse en la producción de televisión. En 2018 llegó a un acuerdo con Banijay Group para venderle su participación en Brainpool, a cambio de un cargo ejecutivo en la filial alemana durante cinco años. A pesar de permanecer retirado de las cámaras, Raab ha sido productor ejecutivo de numerosos espacios de televisión, eventos y actuaciones musicales. Tras expirar el acuerdo en 2023, Banijay se quedó los derechos sobre los formatos —entre ellos TV Total y Schlag den Raab— y el presentador montó una nueva productora, Raab Entertainment.
Raab volvió a primera línea en 2024 con una exclusividad con RTL, la cadena rival de ProSieben. En septiembre de 2024 puso en marcha Du gewinnst hier nicht die Million bei Stefan Raab (en español: «No ganarías ni un millón contra Stefan Raab»), un programa que mezcla comedia, entrevistas y los retos con concursantes de Schlag den Raab. También colaboró de nuevo con la NDR para organizar la preselección alemana de Eurovisión 2025. 

### Música
Stefan Raab tiene una formación musical autodidacta. De joven aprendió a tocar el piano, percusión, guitarra, ukelele e incluso instrumentos de viento. En 1990 dejó la universidad y montó un estudio de producción musical en Colonia que estaba especializado en sintonías para televisión y jingles publicitarios. También produjo canciones para Die Prinzen y Bürger Lars Dietrich entre otros.
Al poco tiempo de despuntar en la televisión musical, Raab tuvo éxito en las listas musicales alemanas con dos canciones humorísticas de rap: Böörti Böörti Vogts (1994), dedicada al seleccionador alemán Berti Vogts, y Hier kommt die Maus (1996), que adaptaba la sintonía del clásico infantil Die Sendung mit der Maus. En 1997 ganó un premio Echo al mejor productor alemán por el lanzamiento del sencillo Schlimmer Finger. Después del estreno de TV Total, Raab siguió publicando canciones paródicas con los cortes que utilizaba en su programa. Algunas de las más recordadas son Ö la palöma blanca (1999), cuyo origen era una felicitación de cumpleaños convertida en meme, y Hol mir mal ne Flasche Bier (2000), esta última hecha con una frase del canciller Gerhard Schröder donde pide una botella de cerveza. Además de su trayectoria en solitario, ha colaborado en múltiples ocasiones con Heavytones, la banda musical de su programa.
Raab organizó entre 2005 y 2015 el Bundesvision Song Contest, un concurso musical muy similar al Festival de Eurovisión. Los participantes eran artistas representativos de cada uno de los dieciséis estados federados, seleccionados por emisoras de radio, y todas las canciones debían ser interpretadas en alemán, sin limitaciones en las puestas de escena. El concurso era transmitido en directo por ProSieben y los espectadores podían votar sus canciones favoritas vía SMS.
En 2020, a raíz de la cancelación del Festival de Eurovisión por la pandemia de coronavirus, Raab organizó como alternativa un concurso llamado Free European Song Contest. Solamente se celebraron dos ediciones en 2020 y 2021.

#### Festival de Eurovisión

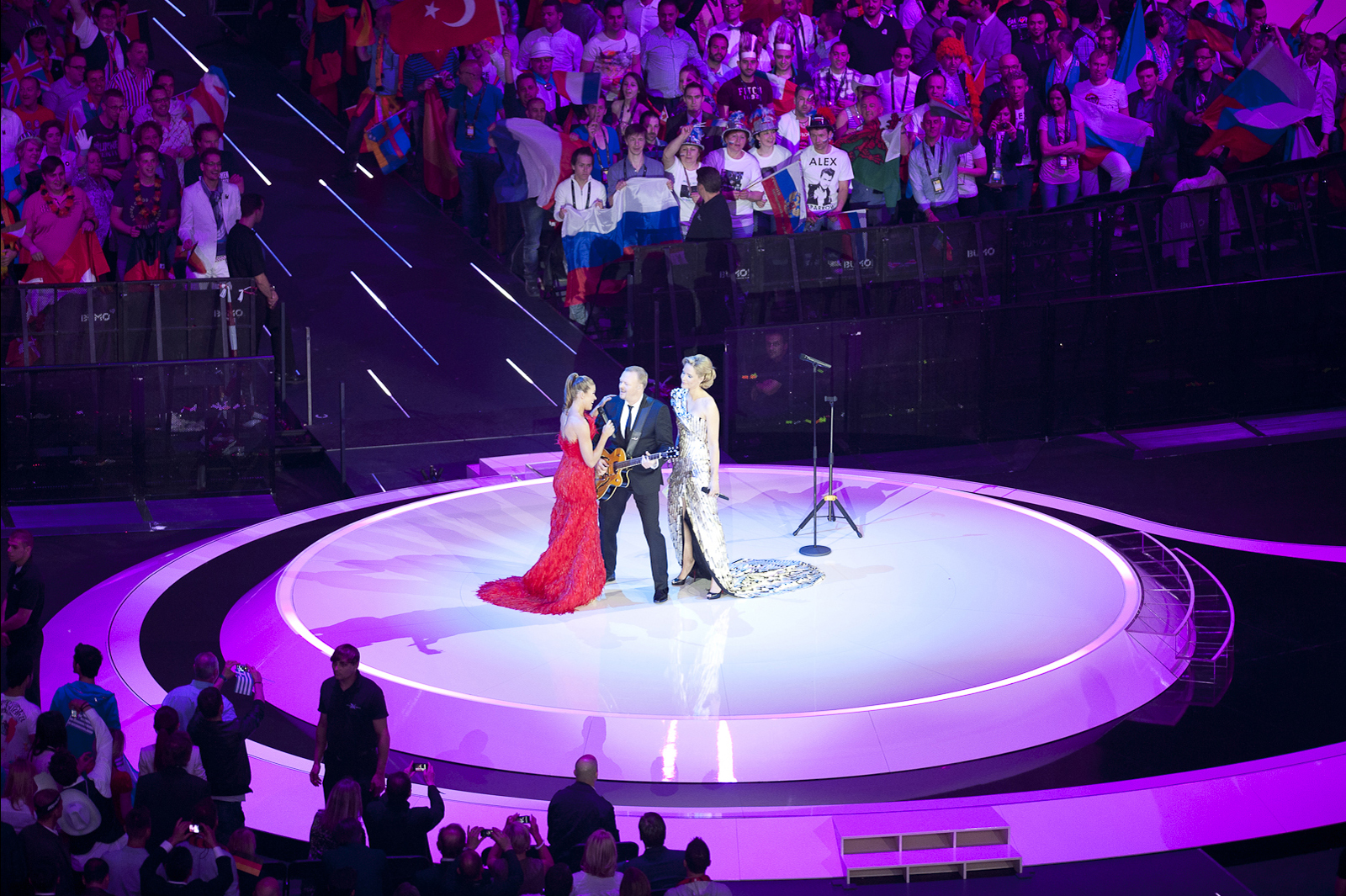
Actuación de Stefan Raab con las presentadoras Anke Engelke y Judith Rakers en la apertura de la final de Eurovisión 2011.

Stefan Raab es conocido a nivel internacional por su implicación con el Festival de la Canción de Eurovisión. En total ha participado en siete representaciones de Alemania en Eurovisión: una como cantante (2000), tres como compositor (1998, 2000 y 2004) y cuatro como responsable del formato de selección (2010, 2011, 2012 y 2025). Ha sido además presentador de la edición de Eurovisión 2011 celebrada en Düsseldorf.
Debutó en la edición de 1998 como compositor de la canción Guildo hat Euch Lieb (en español: «Guildo os quiere a todos»), interpretada por el cómico Guildo Horn, que finalizó en séptima posición. El presentador usó el seudónimo «Alf Igel» en referencia al prolífico compositor Ralph Siegel, y fue además el último director de orquesta de Alemania porque la UER prescindió de la música en directo al año siguiente. En la edición de 2000, Raab concursó como cantante con Wadde Hadde Dudde Da? («¿Qué llevas ahí?»), con una llamativa puesta en escena inspirada en las big band estadounidenses, y quedó en quinto lugar.
En 2004, ya consolidado como una estrella de la televisión alemana, Raab organizó un concurso en TV Total para elegir a su representante en la preselección alemana, llamado Stefan sucht den Super-Grand-Prix-Star —una parodia de Deutschland such den Superstar—, al que asignaría una canción compuesta por él. El ganador de ese casting, Maximilian Mutzke, venció también la final nacional con el tema Can´t Wait Until Tonight. En esta ocasión Alemania finalizó en octava posición; Raab acompañó a Mutzke sobre el escenario como guitarrista de fondo.
En 2010, Raab llegó a un acuerdo con la radiodifusora pública NDR para organizar un nuevo formato de preselección, Unser Star für Oslo, del que saldría elegido el representante de Alemania. La vencedora fue una joven debutante, Lena Meyer-Landrut, que participó con el tema pop Satellite, compuesto por Julie Frost y John Gordon. La canción se convirtió en un éxito internacional y ganó el Festival de Eurovisión 2010 con una amplia ventaja, siendo la segunda victoria alemana desde 1982 y la primera como país unificado.
Stefan Raab tuvo un notable protagonismo en el Festival de la Canción de Eurovisión 2011 como presentador —junto con Anke Engelke y Judith Rakers— y parte de la producción a través de Brainpool y ProSieben, en colaboración con la televisión pública (ARD). Lena Meyer-Landrut, ya convertida en una estrella del pop alemán, repitió participación con Taken by a Stranger y quedó en décimo lugar. En 2012, la NDR y Raab mantuvieron el formato de Unser Star für...; el elegido esta vez fue Roman Lob con el tema Standing Still, que finalizó en octavo lugar. Además, la televisión de Azerbaiyán contrató a Brainpool para ocuparse de la producción del festival.
Después de varios años al margen de Eurovisión, Raab se asoció de nuevo con la NDR para ocuparse de la preselección de 2025, a través del concurso Chefsache ESC 2025 – Wer singt für Deutschland? emitido por RTL y Das Erste. Los vencedores fueron el dúo austriaco Abor & Tynna con el tema Baller, la primera participación en alemán desde 1998.

## Filmografía

### Programas de televisión
| Año       | Programa                                           | Papel                   | Canal     |
| --------- | -------------------------------------------------- | ----------------------- | --------- |
| 1993-1998 | Vivavision                                         | Presentador             | VIVA      |
| 2005-2007 | Ma' kuck'n                                         | Presentador             | VIVA      |
| 1999-2015 | TV Total                                           | Presentador y productor | ProSieben |
| 2005-2015 | Bundesvision Song Contest                          | Presentador y productor | ProSieben |
| 2006-2015 | Schlag den Raab                                    | Productor               | ProSieben |
| 2009-2015 | Schlag den Star                                    | Presentador y productor | ProSieben |
| 2010      | Unser Star für Oslo 2010                           | Productor               | Das Erste |
| 2011      | Unser Star für Deutschland 2011                    | Productor               | Das Erste |
| 2012      | Unser Star für Baku                                | Productor               | Das Erste |
| 2012–2013 | Absolute Mehrheit                                  | Productor               | ProSieben |
| 2018-2024 | Das Ding des Jahres                                | Productor               | ProSieben |
| 2019-2024 | 1:30                                               | Productor               | ProSieben |
| 2020-2021 | Free European Song Contest                         | Productor               | ProSieben |
| 2024-     | Du gewinnst hier nicht die Million bei Stefan Raab | Presentador y productor | RTL       |
| 2025      | Chefsache ESC 2025 – Wer singt für Deutschland?    | Productor y jurado      | Das Erste |

## Polémica
En 1997, el rapero alemán Moses Pelham agredió a Stefan Raab en la gala de los premios Echo. Ambos mantenían una mala relación a raíz de las parodias de Raab en Vivavision, al punto de llegar a molestarse por unas bromas personales. Moses aprovechó la gala de premios, en la que Raab estaba nominado como mejor productor, para esperarle entre bastidores y romperle la nariz de un golpe. Raab estuvo varias semanas de baja y presentó una demanda judicial por agresión, saldada con una indemnización de 40.000 marcos. A su vez, Moses demandó a Raab por injurias y el presentador tuvo que pagarle 10.000 marcos.
Raab ha tenido varios casos judiciales por bromas de la primera etapa de TV Total. El caso más célebre fue un chiste sobre Lisa Loch, una modelo de 16 años de quien hizo un juego de palabras obsceno con su apellido, que significa «agujero» en alemán. Loch presentó una demanda por difamación, ya que afirmó haber sufrido numerosos episodios de acoso tras el chiste, y un juzgado condenó a Raab a pagarle 70.000 euros en compensación. Por otro lado, en 2004 publicó un clip informativo protagonizado por una inmigrante turca de Múnich, sosteniendo un schultüte para su hija, de la que llegó a decir «caramba, los narcotraficantes se disfrazan cada vez mejor». La mujer presentó una demanda por violación del derecho al honor y hubo un acuerdo judicial, donde Raab asumió otra indemnización e hizo una disculpa pública.